# 158 Koronis
158 Koronis eller 1955 HA1 är en asteroid upptäckt 4 januari 1876 av den ryske astronomen Viktor Knorre i Berlin. Asteroiden har fått sitt namn efter Koronis inom grekisk mytologi.
Den tillhör och har givit namn åt asteroidgruppen Koronis.
Asteroiden har många likheter med 243 Ida och de tros tidigare ha varit en del av samma klot som har brutits sönder.